# Wielfresen

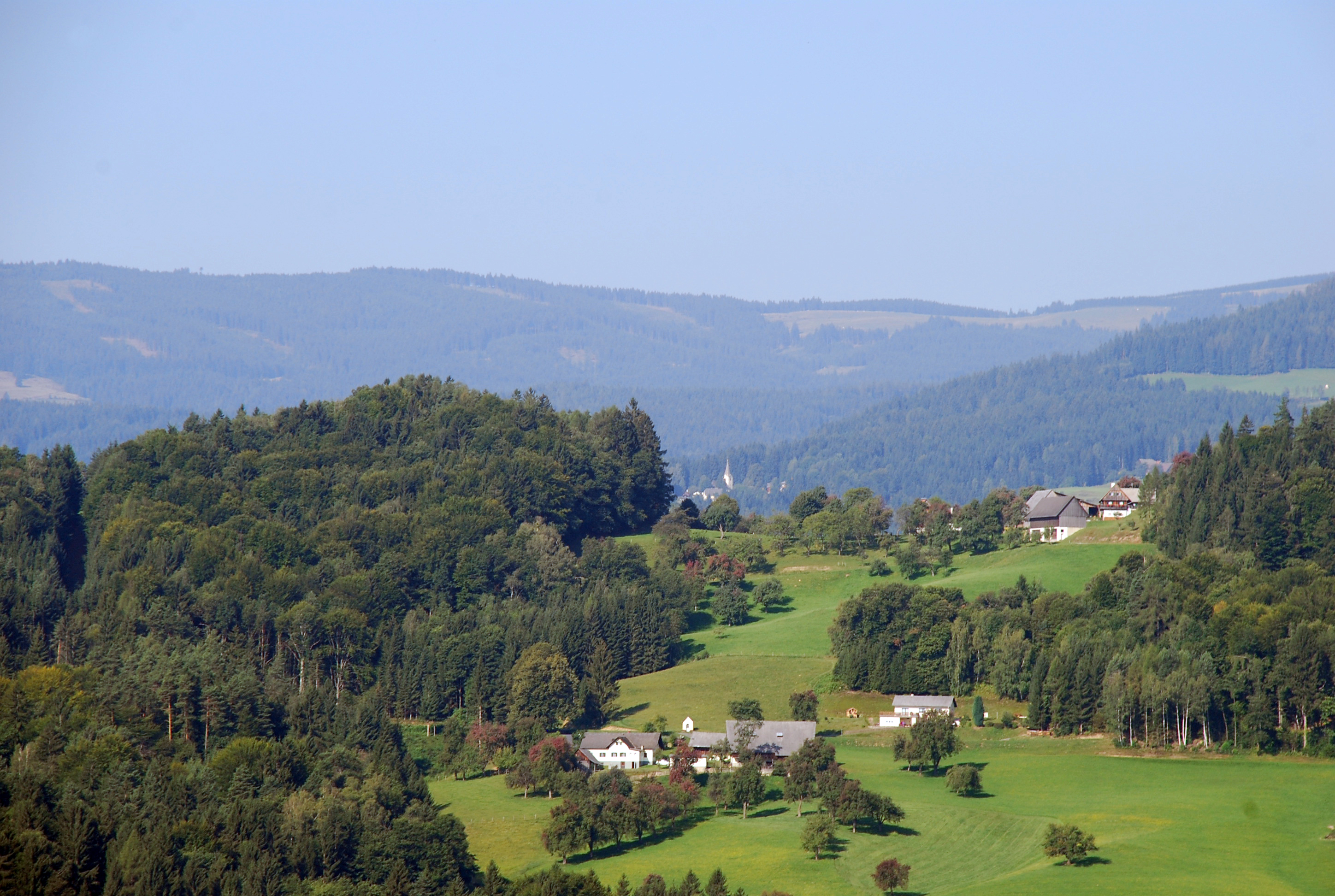
Wielfresen: Blick von Unterfresen (Bauernhof vlg. Jokabauer) Richtung Westen zur Kirche St. Katharina in der Wiel

Wielfresen ist eine Rotte der Ortschaft Unterfresen in der Gemeinde Wies in der Weststeiermark. Wielfresen war bis Ende 2014 auch eine Gemeinde mit 577 Einwohnern (Stand 2014) im Bezirk Deutschlandsberg in der Steiermark. Im Rahmen der steiermärkischen Gemeindestrukturreform ist Wielfresen seit 2015 mit den Gemeinden Wies, Wernersdorf und Limberg bei Wies zusammengeschlossen, die neue Gemeinde führt den Namen Wies weiter. Grundlage dafür ist das Steiermärkische Gemeindestrukturreformgesetz – StGsrG.

## Geografie

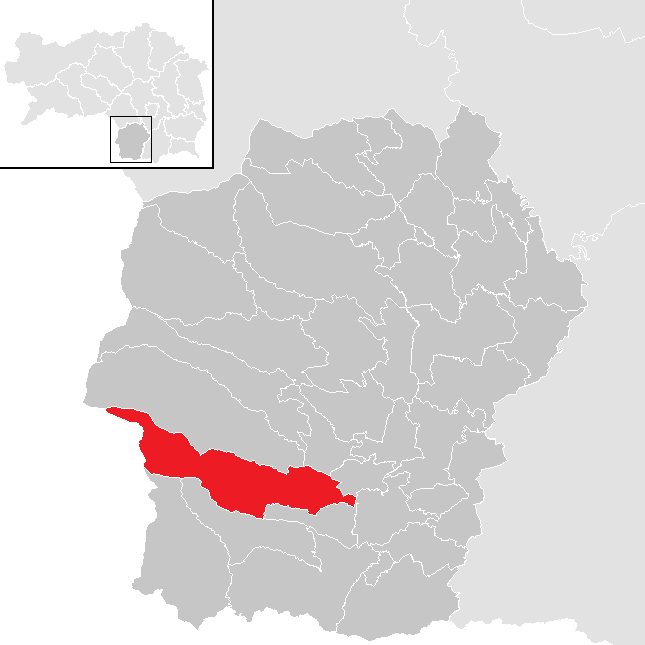
Lage der früheren Gemeinde Wielfresen im Bezirk Deutschlandsberg mit den Gemeindegrenzen bis Ende 2014

Die Gemeinde Wielfresen lag am Südosthang der Koralpe in einer Seehöhe von 400 bis 2.000 Meter. Der Hauptort ist eine Rotte, die zugehörende Ortschaft trägt den Namen Unterfresen und ist Streusiedlung mit Höfen in teilweise über 1.000 Meter Seehöhe. Entwässert wird das Gebiet durch die Weiße Sulm und die zahlreichen Nebenbäche, die hervorragende Wasserqualität aufweisen. Verkehrsmäßig wird Wielfresen durch die Landesstraße L 652 erschlossen.
Katastralgemeinden sind Unterfresen, Wiel-St. Oswald und Wiel-St. Anna. Das Ortszentrum mit dem Amtshaus, dem Wirtschaftshof und der Freiwilligen Feuerwehr befindet sich in Unterfresen.

### Nachbarorte
|                            | Garanas                                     | Schwanberg / Limberg bei Wies |
| Sankt Georgen im Lavanttal | Kompassrose, die auf Nachbargemeinden zeigt | Wies                          |
| Soboth                     | Sankt Oswald ob Eibiswald                   | Wernersdorf                   |

### Geologie
Wielfresen liegt in einer Terrassen- und Stufenlandschaft mit steilen Flanken und schluchtartigen Erosionseinschnitten. Vorherrschend sind kristalline Schiefer, Gneise und Glimmerschiefer mit eingelagerten Eklogit-Gesteinskörpern und Quarzgängen. Das Gebiet ist in den Koralm-Kristall-Trail einbezogen.

### Klima
Klimatisch ist Wielfresen durch die westlich aufragende Koralpe von den ozeanischen Wettereinflüssen abgeschirmt. Das Gebiet zählt zu den windschwächsten in Österreich, weist jedoch große Niederschlagsmengen im Höhenbereich auf. Das Jahrestemperaturmittel liegt im Winter bei 1 Grad, im Sommer bei 17 Grad. In über 1.000 Meter Seehöhe ist das Gebiet weitgehend nebelfrei.

## Geschichte
Im 6. Jahrhundert war das Gebiet slawisch besiedelt. Mit dem Einfluss des Herrschaftsbereiches Schwanberg um 1000 setzten bairische Besiedelung und Christianisierung ein.
Die erste bekannte Nennung von „Vrezen“ und „Wiell“ ist im Salzburger Kammerbuch von 1430 dokumentiert, doch bereits 1236 wird der „perg Wroll“ in einer Belehnungsurkunde erwähnt. In den Ämtern Fresen und Wiel gab es zeitweise über einhundert Huben. Heute sind es knapp fünfzig Höfe.
Bis 1849 war das Gebiet der Herrschaft Schwanberg zugehörig, mit den Herren von Pettau, den Spangsteinern, den Gallern, den Wagensbergern, den Grafen von Saurau und den Fürsten von und zu Liechtenstein. 1849 wurden die KG Unterfresen, Wiel-St. Anna und Wiel-St. Oswald zur Ortsgemeinde Wielfresen zusammengeschlossen.
Die Volksschule im Ortsteil St. Katharina, die 1878 65 Schulkinder betreute, wurde 2004 geschlossen. Ihr denkmalgeschütztes Gebäude wurde renoviert und am 4. Dezember 2011 als Kommunikationszentrum von Wielfresen eröffnet. Das Gebäude erhielt bei der Renovierung ein neues Tondach, Fenster und andere Holzteile wurden saniert und eine Giebelschalung aus Lärchenholz angebracht.
Das Ortszentrum der Wiel wurde 2024 mit einem Aufwand von ca. 250.000 Euro neu gestaltet und Ende September offiziell eröffnet (Café, Sitzgelegenheiten, Trinkwasserbrunnen, Parkraumgestaltung, Wohnmobil-Stellplätze mit Strom- und Wasseranschlussmöglichkeiten etc.), ein neues Wasserleitungsnetz sowie Glasfaserleitungen für das Kommunikationsnetz verlegt und die Statue des „Russ“ gereinigt.

## Kultur und Sehenswürdigkeiten

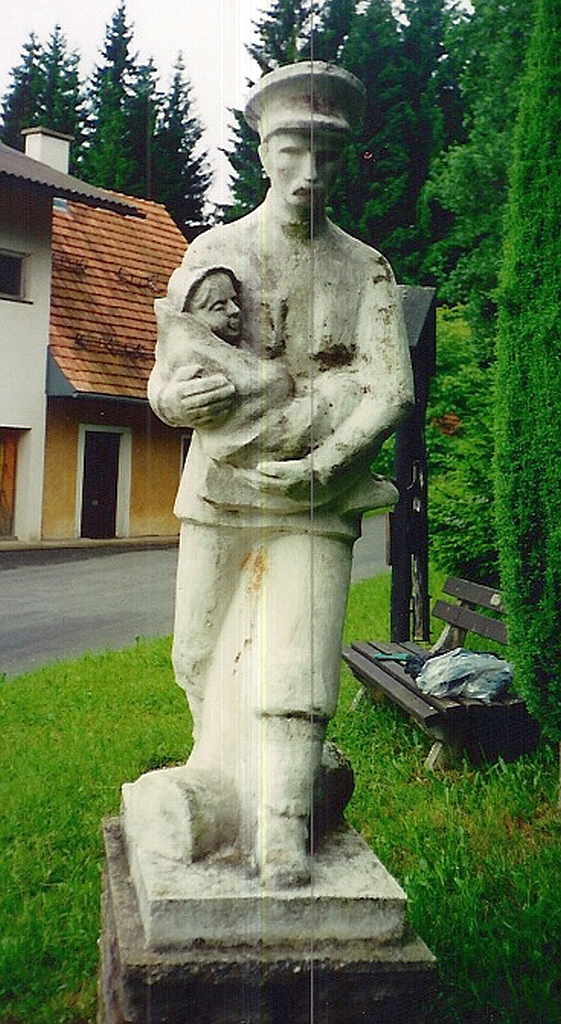
Skulptur „G'fangener Russ“

Siehe auch: Liste der denkmalgeschützten Objekte in Wies
- Bergkirche St. Katharina, ausgehendes 15. Jahrhundert, Hochaltar aus 1668, Orgel von C. Billich aus 1876, Turmuhr von Meister Berthold aus dem Jahr 1896.
- Klementikapelle mit Altarbild von Bruno Wildbacher.
- Schaumühle am Schwarzbach, 150 Jahre alte zweigängige Mühle mit 3 Meter großem Wasserrad, originale Restaurierung, betriebsbereit
- Hochstube, architektonische Besonderheit.
- „G’fangener Russ“, Steinskulptur von Carl Hermann nach dem Gedicht von Hans Kloepfer[5]
- Neubauerkapelle: Diese Kapelle wurde um 1840 erbaut und 2010 renoviert.[6] Sie ist der Hl. Jungfrau Maria geweiht.

## Naturdenkmäler
- Eklogitformation „Hohlfelsen“, gilt österreichweit als schönste Formation dieses seltenen Gesteines.
- Wasserfall in der Weißen Sulm, Kataraktstufen von insgesamt 150 m, Kolken (Gesteinsmühlen), Schwefelblüten.

## Kulinarische Spezialitäten
- Wielfresner Jausnkiste, Kübelfleisch, Schilcher, Edelbrände, Säfte, Beerenobst (Kochs Beeren)

## Politik

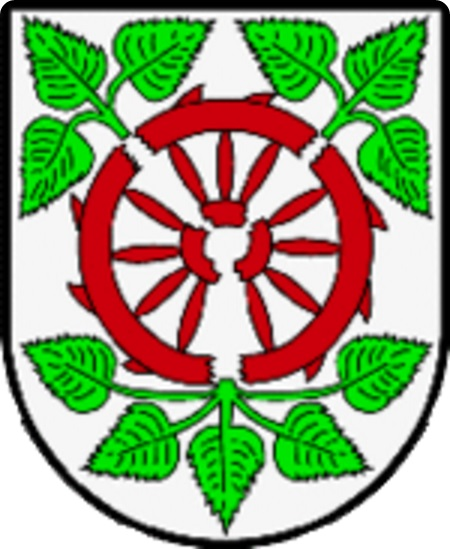
Wappen der früheren Gemeinde Wielfresen

### Gemeinderat bis 2014
Der Gemeinderat bestand zuletzt aus 9 Mitgliedern und setzte sich seit der Gemeinderatswahl 2010 aus Mandaten der folgenden Parteien zusammen:
- 5 WFW (WIR FÜR WIELFRESEN) –  Bgm. Franz Jöbstl, Vzbgm. Helfried Gangl, Christiane Stopper, Franz Koch, Annemarie Roschitz
- 4 ÖVP –  Kassier Theresia Koch, Karl Freidl jun., Stefan Fürpass, Peter Golob

### Wappen
Die Verleihung des Gemeindewappens erfolgte mit Wirkung vom 1. Juli 1979.
Das Wappen zeigt ein rotes, in drei Teilen gebrochenes Richtrad mit elf Speichen als Attribut der Heiligen Katharina auf silbrigem Grund. Aus den Bruchstellen wachsen nach auswärts grüne Birkenzweige (slaw. Birke = Fresen) mit oben je drei und unten mit fünf Blättern.

## Ehrenbürger
- 1959: Georg Tschuchnigg, Altbürgermeister
- 1963: Josef Krainer senior, Landeshauptmann der Steiermark von 1948 bis 1971
- 1979: Friedrich Niederl, Landeshauptmann der Steiermark von 1971 bis 1980
- 1983: Josef Krainer junior, Landeshauptmann der Steiermark von 1980 bis 1996
- 2004: Waltraud Klasnic, Landeshauptmann der Steiermark von 1996 bis 2005
- 2009: Hermann Schützenhöfer, Landeshauptmannstellvertreter der Steiermark

## Historische Landkarten

Das Gebiet von Wielfresen in den drei Landesaufnahmen in der Zeit von ca. 1789 bis 1910
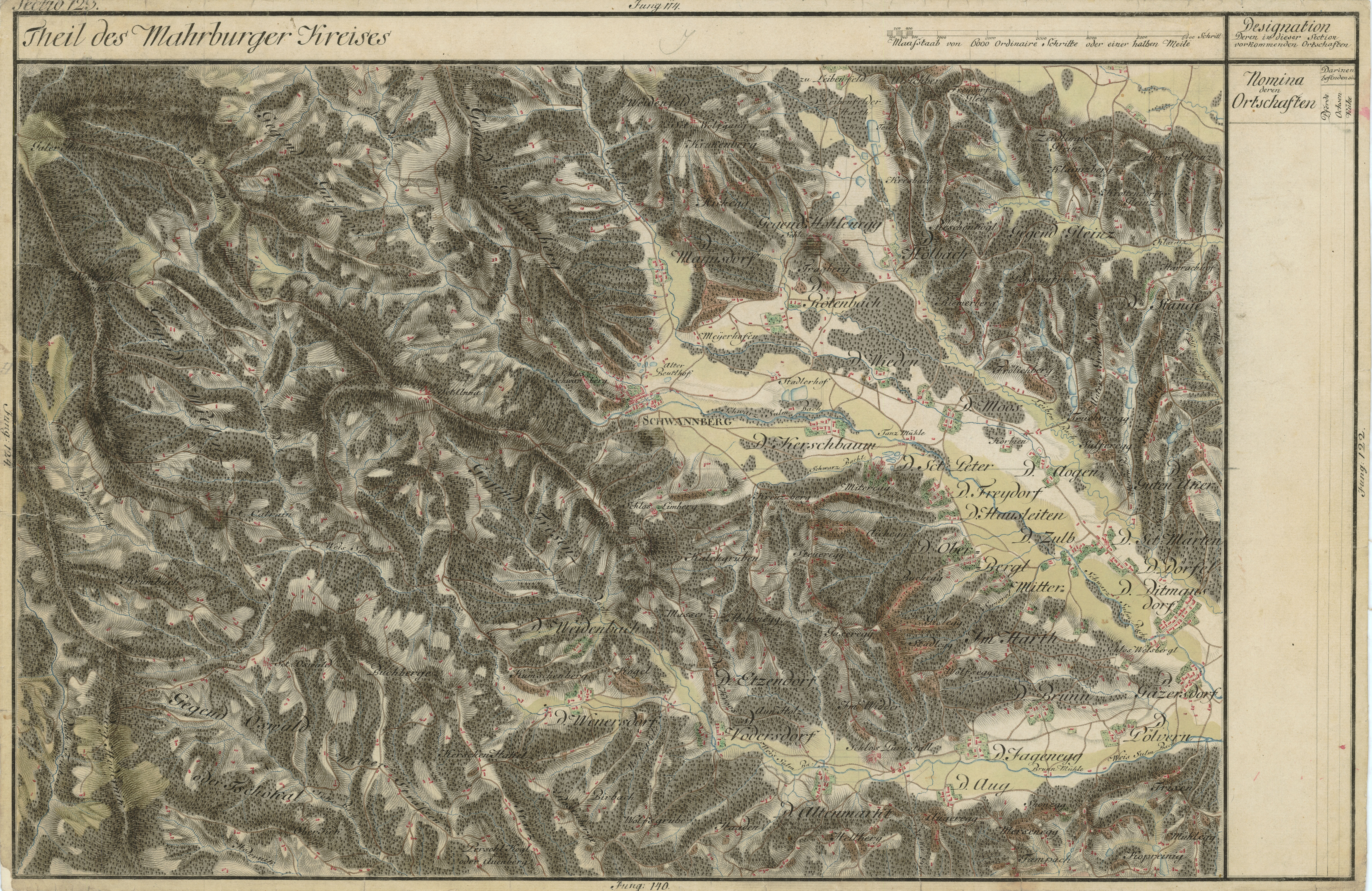
„Gegend Wielen“ und „Gegend Fresen“ in der Josephinischen Landesaufnahme, um 1790 (links unten)
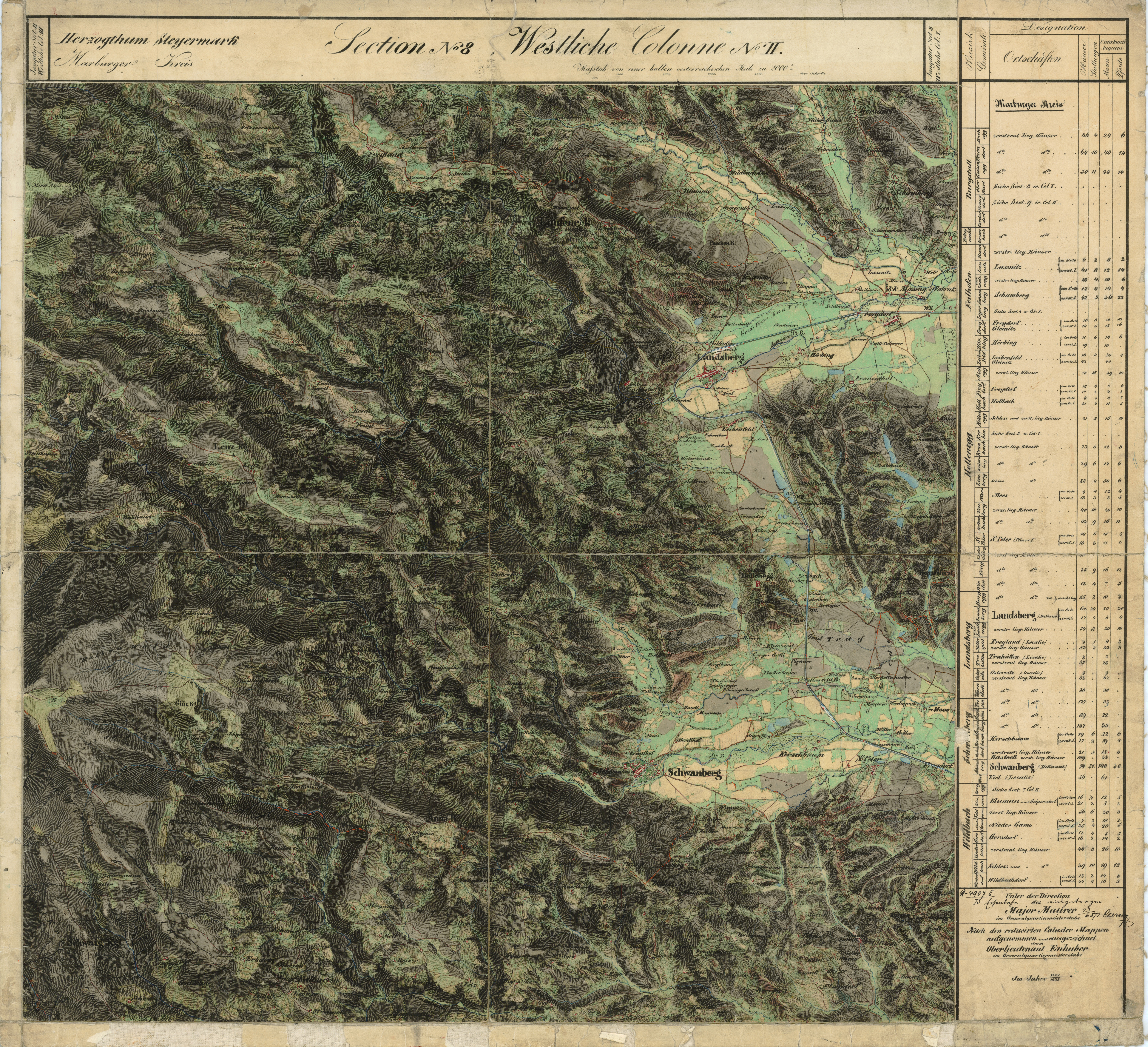
Das Gebiet von Wielfresen in der Franziszeischen Landesaufnahme, ca. 1835
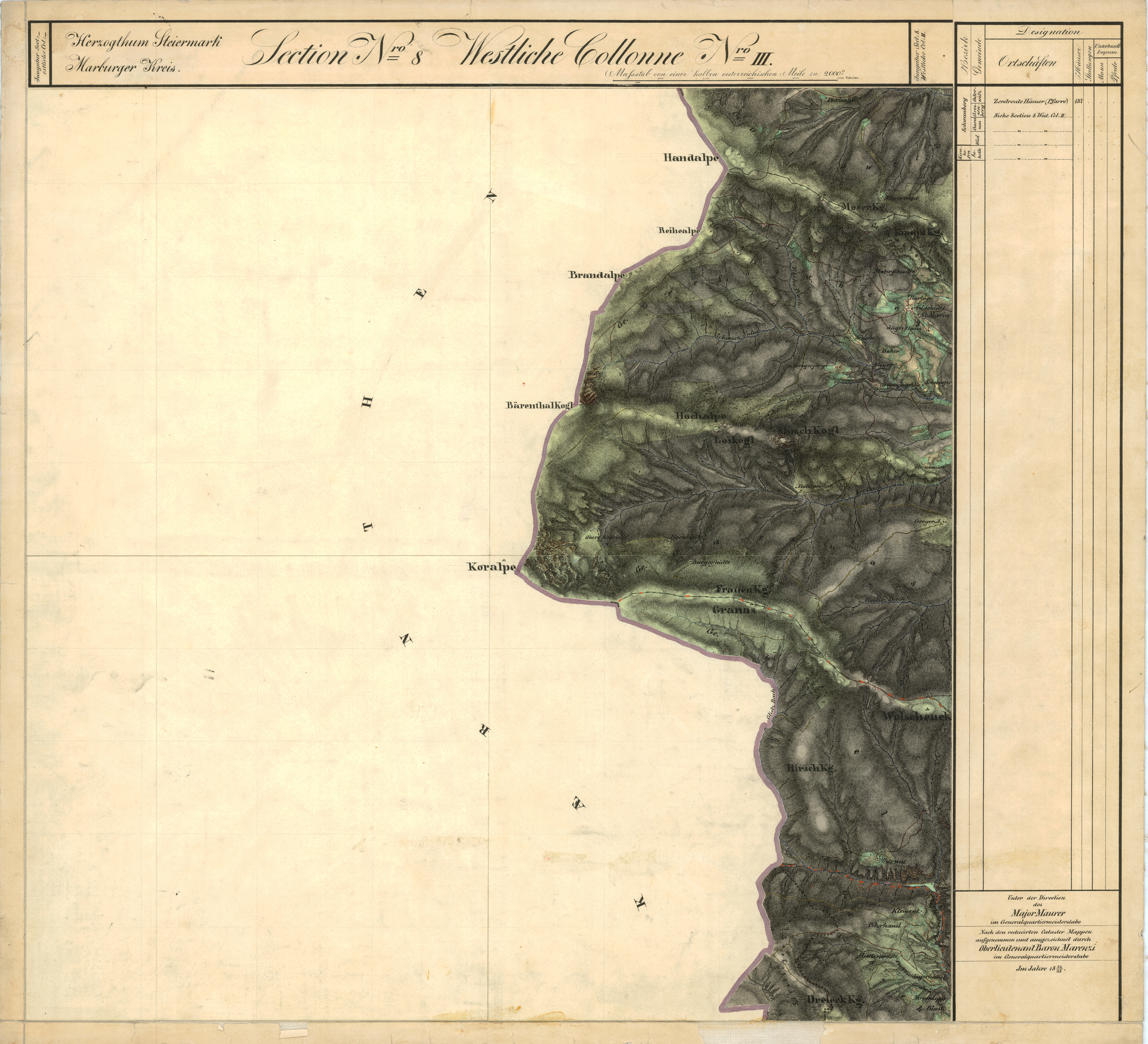
Wielfresen reicht bis auf die Höhe des Koralpenzuges (hier südöstlich der Koralpe als „Ge. Wiel“)
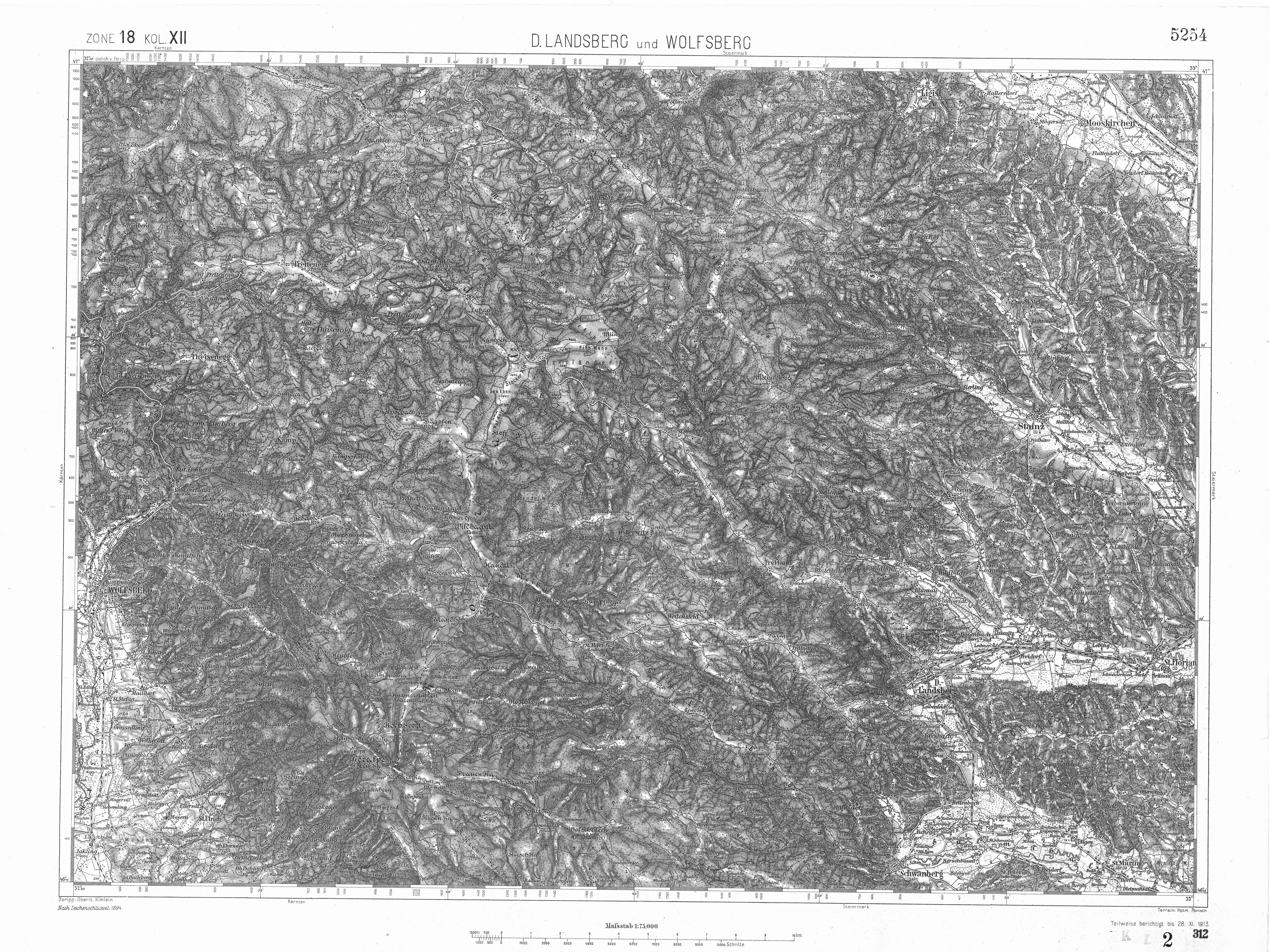
Oberfresen (unterer Kartenrand) in der franzisco-josephinischen Landesaufnahme, ca. 1910